# Berliet VUDB
La Berliet VUDB era un'autoblindo trasporto truppe francese sviluppata tra le due guerre mondiali ed impiegata dalla Legione straniera in Marocco.

## Storia
Il veicolo venne inizialmente realizzato dalla Berliet nel 1929 in risposta a un requisito dell'Armée de terre per una voiture de prise de contact per i gruppi da ricognizione della cavalleria metropolitana. Tuttavia le VUDB, ordinate in 50 esemplari consegnati nel 1930, vennero invece inviate in Marocco, allora uscito dalla guerra del Rif. Venne variamente classificata, sia come automitrailleuse de reconnaissance (AMR) che voiture de découverte, ma nelle colonie nordafricane venne utilizzata essenzialmente come veicolo trasporto truppe. Quindici esemplari equipaggiarono il 1er Régiment étranger de cavalerie. Nel settembre 1939, allo scoppio della seconda guerra mondiale, il mezzo, denominato automitrailleuse de découverte (AMD), matériel ancien, era ancora in servizio in 32 esemplari, tutti di stanza in Marocco. Dodici esemplari furono acquistati dal Belgio; assegnati alla polizia, non vennero impiegati durante l'invasione tedesca del 1940.